# Resticula plicata
Resticula plicata är en hjuldjursart som beskrevs av Wulfert 1935. Resticula plicata ingår i släktet Resticula och familjen Notommatidae. Inga underarter finns listade i Catalogue of Life.